# Larymna
Larymna – najbardziej na wschód wysunięte miasto w Lokrydzie, rozłożone niedaleko niewielkiej zatoki u ujścia rzeki Kefisos do Zatoki Eubejskiej.